# Bradley de Nooijer
Pour les articles homonymes, voir De Nooijer.
Bradley de Nooijer, né le 4 juin 1998 à Oost-Souburg aux Pays-Bas, est un footballeur néerlandais qui joue au poste de défenseur central. Il est le cousin de l'international curacien Jeremy de Nooijer.

## Biographie

### En club
Avec le club du Viitorul Constanța, il participe aux tours préliminaires de la Ligue Europa.

### En sélection nationale
Avec les moins de 17 ans, il joue son premier et seul match lors d'une rencontre amicale contre l'Allemagne en février 2014.

## Palmarès

### En club
Viitorul Constanța
- Vainqueur de la Coupe de Roumanie en 2019
- Vainqueur de la Supercoupe de Roumanie en 2019